# 13231 Блонделет
13231 Блонделет (13231 Blondelet) — астероїд головного поясу, відкритий 17 січня 1998 року.
Тіссеранів параметр щодо Юпітера — 3,167.